# Anne Rothschild
Pour les articles homonymes, voir Rothschild.
Anne Rothschild, née en 1943 à New York, est une poétesse, écrivaine, peintre, graveuse et sculptrice belgo-suisse. 

## Biographie
Anne Rothschild naît en 1943 à New York, en exil, d'un père belge diplomate et d'une mère américaine,. Elle grandit en Suisse, en France, en Belgique, en Europe de l'Est et aux États-Unis puis fait ses études en France, Suisse, en Israël et aux États-Unis. Elle vit et publie en Suisse, s'installe à Paris et publie en Belgique, puis vit à Vic,.
Ses premiers recueils de poèmes s'intéressent à Jérusalem, au judaïsme et à l'Orient, et son œuvre plastique répond à son œuvre poétique.
Ses romans Le Buisson de feu (1992) et Un châle brodé de larmes (2000) traitent de relations amoureuses sensuelles et charnelles bravant les interdits religieux.
À partir de 1991, elle travaille au service pédagogique du Musée d'Art et d'Histoire du judaïsme, où elle travaille sur les liens entre cultures arabes et juives.

## Publications
- Anne Rothschild, Un châle brodé de larmes : roman, L. Wilquin, 2000 (ISBN 2-88253-160-5 et 978-2-88253-160-5, OCLC 427924604, lire en ligne).
- Anne Rothschild, Le buisson de feu : roman, Age d'homme, 1992 (ISBN 2-8251-0317-9 et 978-2-8251-0317-3, OCLC 30978273, lire en ligne).
- Anne Rothschild, Draperies de l'oubli, Eperonniers, 1990 (ISBN 2-87132-213-9 et 978-2-87132-213-9, OCLC 30111953, lire en ligne).